# Selecció d'hoquei sobre patins masculina de Portugal
La selecció d'hoquei sobre patins de Portugal és l'equip nacional que representa a Portugal a les competicions internacionals d'hoquei sobre patins. La federació portuguesa es va crear l'any 1930.
La portuguesa és la selecció, junt a la espanyola, amb millor palmarès.

## Palmarès
- 16 Campionats del Món: 1947, 1948, 1949, 1950, 1952, 1956, 1958, 1960, 1962, 1968, 1974, 1982, 1991, 1993, 2003, 2019
- 21 Campionats d'Europa: 1947, 1948, 1949, 1950, 1952, 1956, 1959, 1961, 1963, 1965, 1967, 1971, 1973, 1975, 1977, 1987, 1992, 1994, 1996, 1998, 2016
- 18 Copes de les Nacions: 1948, 1949, 1954, 1955, 1956, 1963, 1965, 1968, 1970, 1973, 1987, 1984, 1997, 2009, 2010, 2011, 2013, 2015